# Nicola Fago
Francesco Nicola Fago, zwany II Tarantino (ur. 26 lutego 1677 w Tarencie, zm. 18 lutego 1745 w Neapolu) – włoski kompozytor.

## Życiorys
W latach 1693–1695 kształcił się w Conservatorio della Pietà dei Turchini w Neapolu u Francesco Provenzalego i Gennaro Ursina. Pełnił funkcję kapelmistrza i wykładowcy w Conservatorio di San Onofrio a Capuana (1703–1708) i w Conservatorio della Pietà dei Turchini (1708–1740). Był kapelmistrzem w Tesoro de San Gennaro w katedrze neapolitańskiej (1709–1731), a następnie w kościele San Giacomo degli Spagnoli (1736–1745). Do jego uczniów należeli m.in.  Leonardo Leo, Niccolò Jommelli i Francesco Feo. Jego synem był kompozytor Lorenzo Fago (1704–1793).

## Twórczość
Skomponował m.in. opery Radamisto (wyst. Piedimonte 1707), Astarto (wyst. Neapol 1709), La Cassandra indovina (wyst. Piedimonte 1711) i Lo Masiello (wyst. Neapol 1712), oratoria Faraone sommerso (b.d.), II montefiorito (wyst. Neapol 1707) i II sogno avventurato ovvero II trionfo della Providenza (wyst. Neapol 1711), Requiem, 7 magnifikatów, msze, Stabat Mater. W utworach religijnych na 4-5 głosów z akompaniamentem instrumentalnym nawiązywał do stylu Palestriny.